# Sport nazionale

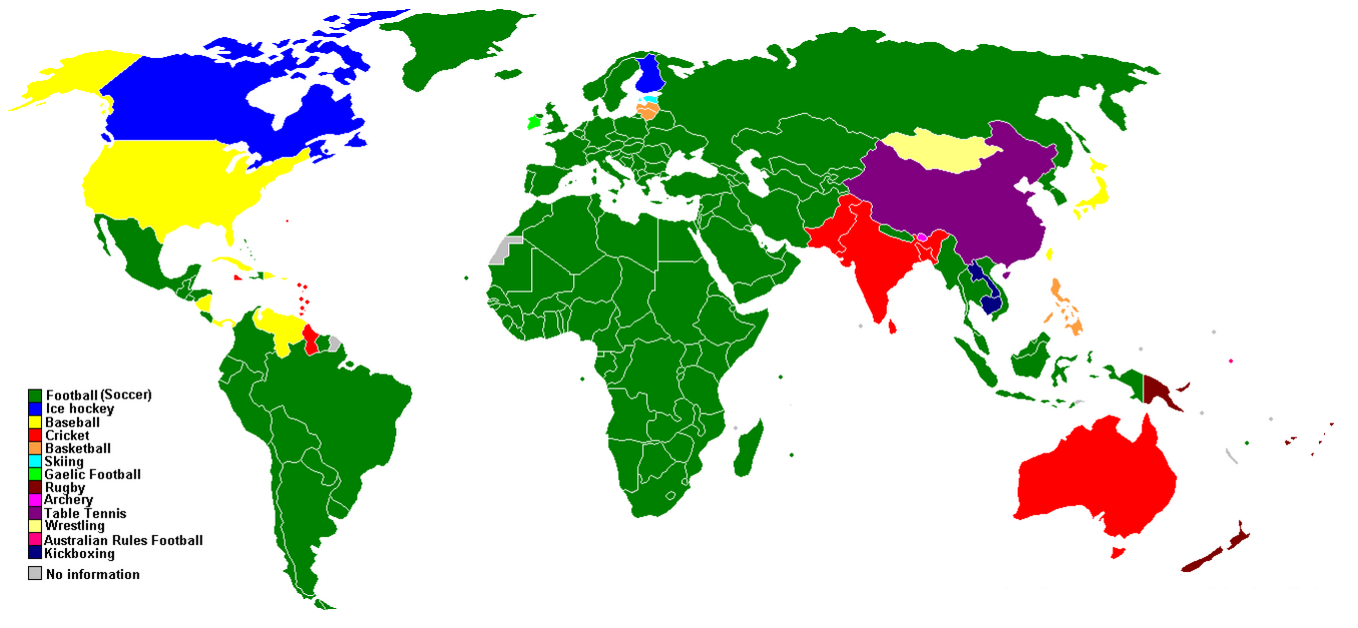
Mappa che mostra gli sport più popolari per nazione; tuttavia, non sono necessariamente lo sport nazionale ufficiale

Lo sport nazionale è la disciplina che fa parte della cultura o delle tradizioni di uno stato, portando al suo riconoscimento ufficiale da parte della legge.

## Definizione
Un noto caso in cui la disciplina sia stata ufficialmente denominata dal legislatore come «sport nazionale» riguarda l'hockey ed il lacrosse, ritenuti un vero e proprio simbolo del Canada.
La definizione non va quindi confusa con quella di sport più popolare, sebbene esso possa coincidere o divenire - di fatto - la disciplina prevalente di un paese: a ciò concorrono, oltre all'aspetto agonistico in sé, il seguito della tifoseria, il numero di praticanti e la copertura mediatica. Si può citare l'esempio del calcio, che risulta essere lo sport maggiormente conosciuto e praticato in gran parte dell'Europa e dell'America meridionale.

## Elenco
| Paese                     | Sport nazionale (in corsivo quelli ufficiali)                   | Sport più popolare                                    | Altri sport importanti |
| ------------------------- | --------------------------------------------------------------- | ----------------------------------------------------- | --- |
| Afghanistan               | buzkashi                                                        | cricket                                               | calcio, taekwondo, kung fu, pugilato |
| Albania                   | -                                                               | calcio                                                | sollevamento pesi, pugilato |
| Algeria                   | -                                                               | calcio                                                | atletica, judo, pallamano, pallacanestro |
| Andorra                   | -                                                               | calcio                                                | ciclismo, sci alpino, pallacanestro |
| Angola                    | -                                                               | calcio                                                | pallacanestro |
| Antigua e Barbuda         | cricket                                                         | cricket                                               | - |
| Antille Olandesi          | -                                                               | baseball                                              | calcio, atletica |
| Arabia Saudita            | -                                                               | calcio                                                | falconeria, ippica |
| Argentina                 | pato (1953)                                                     | calcio                                                | rugby a 15, pallacanestro, tennis, polo, pallavolo, hockey su prato, automobilismo |
| Armenia                   | -                                                               | lotta                                                 | pugilato, sollevamento pesi, scacchi, calcio |
| Aruba                     | -                                                               | baseball                                              | calcio |
| Australia                 | football australiano                                            | football australiano                                  | cricket, rugby a 13, rugby a 15, tennis, golf, automobilismo, motociclismo, calcio, pallacanestro, nuoto, ciclismo su strada, ciclismo su pista, vela, baseball, pallavolo |
| Austria                   | -                                                               | calcio                                                | calcio, ciclismo su strada, salto con gli sci, hockey su ghiaccio |
| Palestina                 | -                                                               | calcio                                                | - |
| Azerbaigian               | -                                                               | lotta                                                 | pugilato, sollevamento pesi, scacchi, calcio |
| Bahamas                   | vela su sloop (1993)                                            | cricket                                               | atletica, baseball |
| Bahrein                   | -                                                               | calcio                                                | atletica, automobilismo |
| Bangladesh                | kabaddi (1972)                                                  | cricket                                               | hockey su prato, calcio |
| Barbados                  | -                                                               | cricket                                               | atletica |
| Belgio                    | -                                                               | ciclismo su strada                                    | calcio, ciclocross, tennis, atletica, pallacanestro, pallavolo |
| Belize                    | -                                                               | cricket                                               | - |
| Benin                     | -                                                               | calcio                                                | - |
| Bermuda                   | -                                                               | cricket                                               | - |
| Bhutan                    | tiro con l'arco                                                 | tiro con l'arco                                       | - |
| Bielorussia               | -                                                               | hockey su ghiaccio                                    | calcio, pallamano, biathlon |
| Birmania                  | -                                                               | chinlon                                               | thaing |
| Bolivia                   | -                                                               | calcio                                                | pallavolo |
| Bosnia ed Erzegovina      | -                                                               | pallacanestro                                         | calcio |
| Botswana                  | -                                                               | calcio                                                | - |
| Brasile                   | capoeira (1972)                                                 | calcio                                                | pallavolo, calcio a 5, beach soccer, beach volley, pallacanestro |
| Brunei                    | -                                                               | pallacanestro                                         | calcio |
| Bulgaria                  | -                                                               | calcio                                                | pallavolo, sollevamento pesi |
| Burkina Faso              | -                                                               | ciclismo su strada                                    | calcio |
| Burundi                   | -                                                               | calcio                                                | - |
| Cambogia                  | -                                                               | Pradal Serey                                          | pallavolo, tennis tavolo |
| Camerun                   | -                                                               | calcio                                                | atletica |
| Canada                    | hockey su ghiaccio (invernale, 1859), lacrosse (estivo, 1994)   | hockey su ghiaccio                                    | rugby a 15, canottaggio, curling, football canadese, baseball, pallacanestro, calcio, sport invernali |
| Capo Verde                | -                                                               | calcio                                                | pallacanestro |
| Ciad                      | -                                                               | calcio                                                | - |
| Cile                      | rodeo cileno (1962)                                             | calcio                                                | tennis, polo, rugby a 15 |
| Cina                      | tennis tavolo                                                   | tennis tavolo                                         | badminton, tuffi, ginnastica, wushu, pallavolo, calcio, nuoto, atletica, sollevamento pesi, pallacanestro |
| Cipro                     | -                                                               | calcio                                                | tennis |
| Colombia                  | tejo (2000)                                                     | calcio                                                | baseball, ciclismo su strada, pattinaggio di velocità a rotelle |
| Comore                    | -                                                               | calcio                                                | - |
| Corea del Nord            | -                                                               | judo                                                  | ssirŭm, pugilato |
| Corea del Sud             | taekwondo (1971)                                                | baseball                                              | calcio, tennis tavolo, pallamano, pallacanestro, ssirŭm, golf, short track, tiro con l'arco, pattinaggio di velocità, pugilato |
| Costa d'Avorio            | -                                                               | calcio                                                | pallacanestro, rugby a 15 |
| Costa Rica                | -                                                               | calcio                                                | pugilato, ciclismo su strada |
| Croazia                   | -                                                               | calcio                                                | pallacanestro, pallamano, tennis, pallanuoto, pallavolo |
| Cuba                      | baseball                                                        | baseball                                              | atletica, pugilato, pallavolo |
| Danimarca                 | -                                                               | pallamano, calcio                                     | ciclismo su strada, canottaggio, hockey su ghiaccio |
| Dominica                  | -                                                               | cricket                                               | - |
| Ecuador                   | volley ecuadoriano (primi anni sessanta)                        | calcio                                                | pallavolo, atletica, tennis |
| Egitto                    | -                                                               | pallamano                                             | calcio, squash |
| El Salvador               | -                                                               | calcio                                                | - |
| Emirati Arabi Uniti       | -                                                               | cricket                                               | calcio, ippica, automobilismo |
| Eritrea                   | -                                                               | atletica                                              | ciclismo su strada |
| Estonia                   | -                                                               | sport invernali                                       | pallacanestro, calcio, atletica, ciclismo su strada |
| Etiopia                   | -                                                               | atletica                                              | calcio |
| Figi                      | -                                                               | rugby a 7, rugby a 15                                 | - |
| Filippine                 | arnis (2009), pallacanestro                                     | pallacanestro                                         | pugilato |
| Finlandia                 | pesäpallo                                                       | hockey su ghiaccio                                    | atletica, salto con gli sci, pattinaggio artistico, calcio, automobilismo, rally, pallacanestro, sport invernali, sci di fondo, biathlon |
| Francia                   | savate                                                          | calcio, rugby a 15, pétanque                          | ciclismo su strada, pallamano, judo, tennis, atletica, nuoto, automobilismo, rally, pallacanestro, pallavolo, vela, ippica, scherma, golf, sci alpino, biathlon, tennis tavolo, hockey su ghiaccio                                                                                 |
| Gabon                     | -                                                               | calcio                                                | ciclismo su strada |
| Galles                    | rugby a 15                                                      | calcio, rugby a 15                                    | cricket, golf |
| Gambia                    | -                                                               | calcio                                                | - |
| Georgia                   | -                                                               | rugby a 15                                            | judo, lotta, sollevamento pesi, calcio |
| Germania                  | Fistball, Palla a sfratto                                       | calcio                                                | automobilismo, ciclismo su strada, tennis, pallamano, tennis tavolo, pallacanestro, atletica, nuoto, hockey su ghiaccio, sci alpino, biathlon, slittino, salto con gli sci, bob, baseball                                                                                          |
| Ghana                     | -                                                               | calcio                                                | pugilato |
| Giamaica                  | cricket                                                         | cricket                                               | calcio, atletica, bob |
| Giappone                  | sumo                                                            | baseball                                              | Kendō, golf, judo, ippica, karate, automobilismo, motociclismo, calcio, rugby a 15, wrestling, salto con gli sci, pattinaggio artistico, pugilato, atletica, nuoto |
| Gibuti                    | -                                                               | maratona                                              | - |
| Giordania                 | -                                                               | calcio                                                | pallacanestro |
| Grecia                    | -                                                               | pallacanestro                                         | calcio, atletica, pallanuoto, lotta greco-romana |
| Grenada                   | -                                                               | cricket                                               | - |
| Guatemala                 | -                                                               | calcio                                                | calcio a 5 |
| Guam                      | -                                                               | rugby a 15                                            | - |
| Guinea                    | -                                                               | calcio                                                | - |
| Guinea-Bissau             | -                                                               | calcio                                                | - |
| Guinea Equatoriale        | -                                                               | calcio                                                | - |
| Guyana                    | cricket                                                         | cricket                                               | - |
| Haiti                     | -                                                               | calcio                                                | - |
| Honduras                  | -                                                               | calcio                                                | baseball |
| Hong Kong                 | -                                                               | rugby a 7                                             | tennis tavolo, badminton |
| Inghilterra               | cricket                                                         | calcio, cricket, rugby a 15, rugby a 13, golf, tennis | ciclismo su pista, automobilismo, atletica, ippica, canottaggio, vela, freccette, pugilato, nuoto, ciclismo su strada |
| Indonesia                 | pencak silat                                                    | badminton                                             | arti marziali |
| India                     | hockey su prato, cricket                                        | cricket                                               | kabaddi |
| Iran                      | -                                                               | lotta                                                 | sollevamento pesi, calcio, pallavolo, pallacanestro |
| Iraq                      | -                                                               | calcio                                                | - |
| Irlanda                   | calcio gaelico, hurling                                         | calcio gaelico, hurling, rugby a 15                   | calcio, ippica, pugilato, golf, ciclismo su strada, cricket |
| Islanda                   | -                                                               | pallamano                                             | calcio, glíma, pallacanestro |
| Isole Cayman              | -                                                               | cricket                                               | sollevamento pesi, atletica |
| Isole Cook                | -                                                               | rugby a 15                                            | - |
| Isole Salomone            | -                                                               | calcio                                                | - |
| Isole Vergini Americane   | -                                                               | baseball                                              | pallacanestro |
| Isole Vergini Britanniche | -                                                               | cricket                                               | - |
| Israele                   | matkot                                                          | calcio                                                | pallacanestro, baseball |
| Italia                    | ciclismo                                                        | calcio                                                | atletica, tennis, rugby a 15, pallacanestro, motociclismo, automobilismo, pallavolo, nuoto, pallanuoto, sci alpino, scherma, vela, pallamano |
| Kazakistan                | -                                                               | pugilato                                              | hockey su ghiaccio, ciclismo su strada |
| Kenya                     | -                                                               | atletica                                              | cricket, lotta, rugby a 7 |
| Kirghizistan              | -                                                               | lotta                                                 | pugilato |
| Kiribati                  | -                                                               | calcio                                                | - |
| Kuwait                    | -                                                               | calcio                                                | - |
| Laos                      | -                                                               | kickboxing                                            | - |
| Lesotho                   | -                                                               | calcio                                                | - |
| Lettonia                  | hockey su ghiaccio (invernale), pallacanestro (estivo)          | hockey su ghiaccio, pallacanestro                     | calcio, atletica, slittino, bob |
| Libano                    | -                                                               | pallacanestro                                         | calcio |
| Liberia                   | -                                                               | calcio                                                | - |
| Libia                     | -                                                               | calcio                                                | - |
| Liechtenstein             | -                                                               | sci alpino                                            | calcio |
| Lituania                  | pallacanestro                                                   | pallacanestro                                         | calcio |
| Lussemburgo               | -                                                               | ciclismo su strada                                    | calcio |
| Macedonia del Nord        | -                                                               | lotta                                                 | calcio, pallacanestro, pallamano |
| Madagascar                | -                                                               | rugby a 15                                            | pétanque |
| Maldive                   | -                                                               | calcio                                                | - |
| Malaysia                  | -                                                               | badminton                                             | automobilismo, hockey su prato |
| Mali                      | -                                                               | calcio                                                | - |
| Malta                     | -                                                               | calcio                                                | - |
| Mauritius                 | -                                                               | pugilato                                              | calcio |
| Marocco                   | -                                                               | calcio                                                | atletica |
| Mauritania                | -                                                               | calcio                                                | - |
| Messico                   | charrería (1933)                                                | baseball, calcio                                      | pugilato, wrestling |
| Micronesia                | -                                                               | rugby a 15                                            | - |
| Moldavia                  | lotta libera                                                    | pugilato                                              | calcio |
| Monaco                    | -                                                               | automobilismo                                         | calcio, tennis, rally, bob, nuoto |
| Mongolia                  | -                                                               | lotta                                                 | judo, pugilato, equitazione, tiro con l'arco |
| Montenegro                | -                                                               | pallacanestro, pallanuoto                             | calcio, pallamano |
| Mozambico                 | -                                                               | calcio                                                | - |
| Namibia                   | -                                                               | rugby a 15                                            | calcio |
| Nauru                     | -                                                               | football australiano                                  | sollevamento pesi |
| Nepal                     | -                                                               | cricket                                               | alpinismo |
| Nicaragua                 | -                                                               | baseball                                              | pugilato |
| Niger                     | -                                                               | calcio                                                | - |
| Nigeria                   | -                                                               | calcio                                                | atletica, pallacanestro |
| Norvegia                  | sci di fondo                                                    | sci nordico                                           | sci alpino, biathlon, sport invernali, pallamano, ciclismo su strada, salto con gli sci, atletica, hockey su ghiaccio, calcio |
| Nuova Zelanda             | rugby a 15                                                      | rugby a 15                                            | vela, cricket, rugby a 13, ciclismo su pista, atletica, pallacanestro, calcio |
| Oman                      | -                                                               | calcio                                                | - |
| Paesi Bassi               | hockey su prato, pattinaggio di velocità                        | calcio, hockey su prato                               | ciclismo su strada, ciclismo su pista, ciclocross, baseball, pallavolo, nuoto |
| Pakistan                  | hockey su prato, polo                                           | cricket                                               | squash, hockey su prato, kabaddi |
| Palau                     | -                                                               | rugby a 13                                            | - |
| Panama                    | -                                                               | baseball                                              | atletica, calcio, pugilato, pallacanestro |
| Papua Nuova Guinea        | -                                                               | rugby a 13                                            | - |
| Paraguay                  | -                                                               | calcio                                                | - |
| Perù                      | paleta frontón                                                  | calcio                                                | pallavolo, tennis |
| Polonia                   | -                                                               | calcio, pallavolo                                     | canottaggio, atletica, pallacanestro, speedway, salto con gli sci |
| Portogallo                | -                                                               | calcio                                                | atletica, hockey su pista, calcio a 5, ciclismo su strada, rugby a 15 |
| Porto Rico                | paso fino (1966 "sport autoctono")                              | baseball                                              | pallacanestro, pugilato |
| Qatar                     | -                                                               | calcio                                                | atletica, ciclismo su strada, automobilismo |
| Rep. Ceca                 | -                                                               | hockey su ghiaccio,                                   | calcio, atletica, tennis, baseball |
| Rep. Centrafricana        | -                                                               | calcio                                                | - |
| Rep. del Congo            | -                                                               | calcio                                                | - |
| RD del Congo              | -                                                               | calcio                                                | - |
| Rep. Dominicana           | baseball                                                        | baseball                                              | atletica, pallacanestro |
| Romania                   | oina                                                            | ginnastica                                            | calcio, scherma, rugby a 15, pallamano |
| Ruanda                    | -                                                               | atletica                                              | - |
| Russia                    | bandy, sambo                                                    | hockey su ghiaccio                                    | atletica, calcio, pattinaggio artistico, tennis, pallacanestro, pallavolo, rugby a 15, rugby a 13, pallamano, ginnastica ritmica, ginnastica artistica, nuoto, pallanuoto, sport invernali, sci di fondo, biathlon, pugilato, lotta, calcio a 5, judo, ciclismo su strada, scacchi |
| Saint Kitts e Nevis       | -                                                               | cricket                                               | - |
| Saint Vincent e Grenadine | -                                                               | cricket                                               | - |
| San Marino                | -                                                               | calcio                                                | baseball, motociclismo |
| Samoa                     | -                                                               | rugby a 15                                            | - |
| Samoa Americane           | -                                                               | football americano                                    | - |
| Saint Lucia               | -                                                               | cricket                                               | - |
| São Tomé e Príncipe       | -                                                               | calcio                                                | - |
| Scozia                    | golf                                                            | calcio, rugby a 15, golf, shinty                      | cricket, curling |
| Senegal                   | -                                                               | calcio                                                | lotta senegalese |
| Serbia                    | -                                                               | pallacanestro, calcio, pallanuoto                     | tennis, pallavolo, pallamano |
| Seychelles                | -                                                               | calcio                                                | - |
| Sierra Leone              | -                                                               | calcio                                                | - |
| Singapore                 | -                                                               | calcio                                                | - |
| Siria                     | -                                                               | calcio                                                | - |
| Slovacchia                | -                                                               | hockey su ghiaccio                                    | canoa, calcio |
| Slovenia                  | -                                                               | pallacanestro, calcio                                 | salto con gli sci, sci alpino, ciclismo su strada, hockey su ghiaccio, pallamano, pallavolo |
| Somalia                   | -                                                               | atletica                                              | - |
| Spagna                    | palla basca, palla valenciana                                   | calcio                                                | ciclismo su strada, tennis, pallacanestro, vela, motociclismo, golf, pallamano, hockey su pista, calcio a 5, baseball, rugby a 15 |
| Stati Uniti               | baseball, football americano, pallacanestro, bowling, wrestling | football americano                                    | hockey su ghiaccio, atletica, nuoto, automobilismo, motociclismo, pugilato, ippica, tennis, golf, lacrosse, ginnastica artistica, calcio, sci alpino, pallavolo, vela |
| Sri Lanka                 | pallavolo (1991)                                                | cricket                                               | - |
| Sudafrica                 | -                                                               | rugby a 15                                            | cricket, calcio, ciclismo su strada, golf, atletica, hockey su prato |
| Sudan                     | -                                                               | calcio                                                | - |
| Suriname                  | -                                                               | calcio                                                | - |
| Svezia                    | unihockey                                                       | hockey su ghiaccio, calcio                            | tennis, pallamano, bandy, tennis tavolo, sport invernali, sci di fondo, sci alpino, biathlon, ciclismo su strada, atletica |
| Svizzera                  | lotta svizzera, lancio della pietra, hornussen                  | hockey su ghiaccio, calcio                            | sci alpino, tennis, ciclismo su strada, sport invernali, sci di fondo |
| eSwatini                  |                                                                 | calcio                                                | - |
| Tagikistan                | -                                                               | lotta                                                 | - |
| Taipei cinese             | -                                                               | baseball                                              | pattinaggio di velocità |
| Tanzania                  | -                                                               | atletica                                              | - |
| Thailandia                | muay thai                                                       | badminton                                             | pugilato, sepak takraw |
| Timor Est                 | -                                                               | pallavolo                                             | - |
| Togo                      | -                                                               | calcio                                                | canoa |
| Tonga                     | -                                                               | rugby a 15                                            | rugby a 13 |
| Trinidad e Tobago         | -                                                               | cricket                                               | calcio, atletica |
| Tunisia                   | -                                                               | calcio                                                | pallamano |
| Turchia                   | lotta turca, cirit                                              | calcio                                                | atletica, pallacanestro, lotta, sollevamento pesi |
| Turkmenistan              | -                                                               | lotta                                                 | - |
| Uganda                    | -                                                               | calcio                                                | - |
| Ucraina                   | -                                                               | calcio                                                | pugilato, atletica, ciclismo su strada |
| Ungheria                  | -                                                               | pallanuoto                                            | calcio, nuoto, kayak, pallamano, motociclismo, scherma |
| Uruguay                   | destrezas criollas (2006)                                       | calcio                                                | rugby a 15 |
| Uzbekistan                | -                                                               | judo                                                  | lotta, pugilato |
| Vanuatu                   | -                                                               | calcio                                                | - |
| Venezuela                 | baseball                                                        | baseball                                              | calcio, pallacanestro, ciclismo su strada, pallavolo, calcio a 5 |
| Vietnam                   | Vovinam Viet Vo Dao                                             | arti marziali                                         | - |
| Yemen                     | -                                                               | calcio                                                | - |
| Zambia                    | -                                                               | calcio                                                | - |
| Zimbabwe                  | -                                                               | cricket                                               | rugby a 15, calcio |